# Гиорак (Бихор)
Гиорак (рум. Ghiorac) насеље је у Румунији у округу Бихор у општини Чумегиу. Oпштина се налази на надморској висини од 96 m.

## Становништво
Према подацима из 2002. године у насељу је живело 1867 становника.

### Попис2002.
| Расподела становништва по националности 2002.‍ | Расподела становништва по националности 2002.‍ | Расподела становништва по националности 2002.‍ | Расподела становништва по националности 2002.‍ | Расподела становништва по националности 2002.‍ |
| --------------------------------------------- | --------------------------------------------- | --------------------------------------------- | --------------------------------------------- | --------------------------------------------- |
|                                               |                                               |                                               |                                               |                                               |
| Румуни                                        | Румуни                                        |                                               | 826                                           | 44,2%                                         |
| Мађари                                        | Мађари                                        |                                               | 685                                           | 36,7%                                         |
| Роми                                          | Роми                                          |                                               | 322                                           | 17,2%                                         |
| Немци                                         | Немци                                         |                                               | 6                                             | 0,3%                                          |
| неизјашњени                                   | неизјашњени                                   |                                               | 28                                            | 1,5%                                          |